# Реденсан-да-Серра
Реденсан-да-Серра (порт. Redenção da Serra) — муниципалитет в Бразилии, входит в штат Сан-Паулу. Составная часть мезорегиона Вали-ду-Параиба-Паулиста. Входит в экономико-статистический микрорегион Параибуна/Парайтинга. Население составляет 4076 человек на 2006 год. Занимает площадь 309,111 км². Плотность населения — 13,2 чел./км².
Праздник города — 25 августа.

## История
Город основан 8 мая 1877 года.

## Статистика
- Валовой внутренний продукт на 2003 составляет 15.897.710,00 реалов (данные: Бразильский институт географии и статистики).
- Валовой внутренний продукт на душу населения на 2003 составляет 3.912,80 реалов (данные: Бразильский институт географии и статистики).
- Индекс развития человеческого потенциала на 2000 составляет 0,736 (данные: Программа развития ООН).

## География
Климат местности: субтропический.